# Трапезундська імперія
Трапезундська імперія (грец. Αυτοκρατορία της Τραπεζούντας) — пізньосередньовічна монархічна держава, одна з трьох основних грецьких держав-наступників Візантійської Імперії після тимчасового припинення її існування в результаті захоплення у 1204 році Константинополя хрестоносцями Четвертого хрестового походу. Існувала між 1204 та 1461 роками, і територіально складалася з регіону Понт (колишні візантійські феми Халдія та Пафлагонія) та заморських володінь у Криму та на Таманському півострові, що мали назву Ператея. Столицею було місто Трапезунд (сучасний Трабзон). Держава утворилась у 1204 році, коли онуки візантійського імператора Андроніка I Олексій і Давид Комніни (сини севастократора Мануїла) за допомогою грузинської цариці Тамари, яка доводилась їм тіткою за матір'ю, очолили інтервенцію в феми Халдія та Пафлагонія, і в квітні 1204 року зайняли Трапезунд, а пізніше інші прибережні райони з містами Сіноп, Амастрида, Гераклія. Пізніші візантійські імператори, так само, як і візантійські автори (наприклад, Георгій Пахимер та Никифор Григора), та навіть деякі трапезундські (Іоанн Лазаропулос та Віссаріон Нікейський), називали правителів держави «князями Лазів», так само, як і їхні володіння теж називались Лазика, тобто, іншими словами, Трапезундська імперія називалась вищезгаданими політичними суб'єктами як Князівство Лазів. З цього випливає, що, з точки зору авторів, пов'язаних з нікейською династією Ласкарісів, а пізніше з візантійською династією Палеологів, правителі Трапезунду імператорами не були.
Після того, як хрестоносці Четвертого походу скинули візантійського імператора Олексія V Дуку, та утворили на захоплених землях Латинську імперію, Трапезундська імперія стала однією з трьох держав-наступниць, що претендували на імперський престол, разом з Нікейською імперією під правлінням династії Ласкарісів, та Епірським деспотатом під головуванням роду Комнінів Дук. В подальших війнах на короткий час утворилась Фессалонікійська імперія, яка мала уряд з Епіру, проте швидко розпалась після конфліктів з Нікеєю та Болгарією, та в 1261 році сталось захоплення Константинополя Нікейською імперією та відновлення Візантії. Не дивлячись на це, Трапезундські правителі продовжували називати себе «імператорами римлян» ще два десятиліття, та не полишали своїх претензій на візантійський престол. Лише через 21 рік після відновлення нікейцями імперії імператор Іоанн II Великий Комнін змінив свій титул з «Басилевс та Автократор Римлян» на «Басилевс та Автократор усього Сходу, Іберії та Ператеї».
Трапезундська монархія проіснувала найдовше з усіх уламків Візантії. Епірський деспотат полишив імперські амбіції ще до відвоювання Константинополя, та був на деякий час захоплений нею близько 1340 року, після чого потрапив у залежність до Сербської імперії, та був успадкований італійськими династіями, фактично втративши своє грецьке коріння. Остаточно деспотат був знищений Османською імперією у 1479 році. Нікейська імперія відновила Візантію, і, відповідно, перестала існувати як окреме утворення, тоді як сама відновлена імперія проіснувала до падіння Константинополя у 1453 році від османів. Трапезундська імперія лишалась існувати до 1461 року, коли султан Мехмед II після місячної облоги захопив столицю держави та поневолив її правителя Давида I, що поклало кінець імперській традиції римлян, яка почалась з Октавіана Августа та мала неперервне продовження 1488 років. Кримське князівство Феодоро, останнє відгалуження Трапезунду та візантійського світу загалом, було знищене османами в 1475 році.

## Витоки державності
Трапезунд мав давню історію автономного керування ще перед тим, як став центром малої імперії у Пізньому середньовіччі. Ще в античні часи, завдяки своїм природним гаваням, оборонному ландшафту та доступу до мідних та срібних копалень, Трапезунд став процвітаючою грецькою колонією у східному Чорному морі одразу після заснування. Його віддаленість від центрів Римської імперії дозволяла місцевим володарям просувати свої інтереси. За століття до заснування імперії місто було під керуванням місцевого роду Гаврасів, котрі, незважаючи на те, що їхні володіння були частиною Візантії, карбували власні монети.
Правителі Трапезундської імперії називали себе Великими Комнінами, і, як і їхні «побратими» з Нікейської імперії та Епірського деспотату, спочатку називали себе «Василевс та Автократор Римлян». Проте, коли нікейський володар Михаїл VIII захопив Константинополь в 1261 році, використання Великими Комнінами титулу «імператор» стало больовою точкою. Це продовжувалось до 1282 року, коли Іоанн II Великий Комнін склав із себе імперський титул перед тим, як одружитись на дочці імператора Михаїла, і прийняв титул деспота. Але його наступники продовжили використовувати імператорський титул, проте в дещо іншому вигляді, а саме «Василевс та Автократор усього Сходу, Іберії та Ператеї» до кінця існування держави у 1461 році.

## Географія
Географічно Трапезундська імперія складалась з вузької прибережної смуги південного узбережжя Чорного моря, разом із західною частиною Понтійських гір. Заморська територія Ператея займала Південне узбережжя Криму та Таманський півострів (контроль над територіями був втрачений орієнтовно в 1220-х роках, на цих теренах утворились греко-готське князівство Феодоро та генуезька колонія Ґазарія).
При більш детальному розгляді, історичними землями держави було південне узбережжя Чорного моря від гирла річки Єшиль-Ирмак на заході (регіон, що називався трапезундцями Лімнія), і на сході, ймовірно, сягала річки Акампсіс (сучасна назва Чорох), у регіоні Лазія. Британський історик Ентоні Браєр стверджував, що шість з семи бандонів (районів) колишньої феми Халдія продовжували керуватися правителями Трапезунду до кінця існування держави, в чому їм допомагала географія цієї місцевості. Географічне розташування також визначило південний кордон імперії: Понтійські гори служили природним бар'єром спочатку від сельджуків султанату Рум, а згодом і від туркменських племен, чия агресія була обмежена до рівня, з яким могли впоратись імператори. Ця територія сьогодні повністю належить до турецьких провінцій Сіноп, Самсун, Орду, Гіресун, Трабзон, Байбурт, Різе та прибережних районів Артвіна. Уже згадана вище Ператея серед головних міст мала Херсонес та Керч на Південному узбережжі Криму. Давид Великий Комнін, брат першого імператора Олексія, на початку існування держави швидко захопив землі на заході, спершу Сіноп, а згодом прибережну зону феми Пафлагонія (сьогодні провінції Кастамону, Бартин та Зонгулдак) та Гераклею Понтійську (сьогодні Караденіз Ереглі) до кордону з також новоствореною Нікейською імперією. Це розширення було недовгим: уже в 1214 році землі західніше Сінопа були втрачені на користь Феодора I Ласкаріса, імператора нікейців, а сам Сіноп був загарбаний сельджуками цього ж року, проте Трапезунд боровся за контроль над цим містом протягом усього XIII ст.

## Історія

### Передумови виникнення
Місто Трапезунд було столицею феми Халдія, і, згідно з арабським географом Абу-ль-Фідою, вважалося в значній мірі лазійським портом. Халдія вже демонструвала свої сепаратистські тенденції в X та XI століттях, коли вона керувалась місцевим лідером Феодором Гаврасом, який, згідно з Анною Комніною, називав Трапезунд та околиці «призом, що випав на його долю», і поводив себе як незалежний володар. Імператор Олексій I затвердив його керівником Халдії, проте тримав у Константинополі його сина в якості заручника, щоб гарантувати його правильну поведінку. Тим не менш, Гаврас проявив себе хорошим захисником при відбитті грузинської атаки на Трапезунд. Один з його наступників, Григорій Тароніт, також повстав за підтримки султана Каппадокії, проте був переможений та ув'язнений, тільки щоб пізніше знову стати намісником феми. Інший наступник, Костянтин Гаврас, описувався як тиран, чиї дії змусили імператора Іоанна II очолити похід проти нього у 1139 році. Не дивлячись на те, що його дії не призвели ні до чого, це був останній бунтівний намісник, про якого є згадки в джерелах до подій 1204 року.

### Заснування

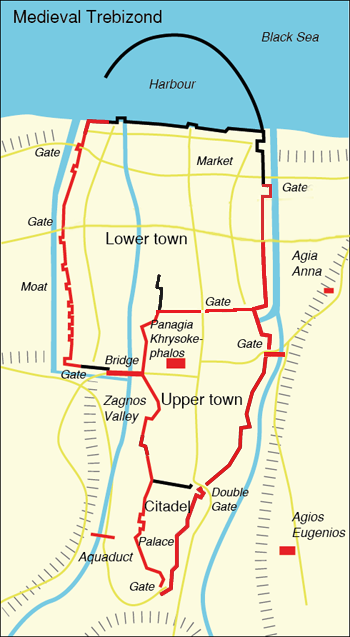
План укріплень Трапезунда

Держава веде своє заснування з квітня 1204 року, коли Олексій Комнін та його брат Давид, скориставшись заклопотаністю центрального візантійського уряду табором хрестоносців за стінами столиці (червень 1203 — середина квітня 1204), захопили Трапезунд і Халдію за допомогою військ, які їм надала їх родичка — грузинська цариця Тамара. З того часу стосунки між Грузією та Трапезундом лишались близькими, проте їх природа та тривалість лишаються дискусійними. В будь-якому разі, деякі вчені вважають, що нова держава була залежною від Грузії як мінімум у перші роки свого існування.
Олексій та Давид були онуками останнього візантійського імператора з династії Комнінів, Андроніка, дітьми його сина Мануїла та Русудан, дочки грузинського царя Георгія III. Андронік був скинутий Ісааком II Ангелом, тоді як Мануїл був осліплений (традиційне візантійське покарання за зраду) та помер невдовзі. Олексій та Давид потрапили до двору цариці Тамари, яка надала їм військову підтримку для повернення на візантійську територію. Васильєв пояснює, що вона була зацікавлена зробити це після того, як Олексій III Ангел вкрав дари, які Тамара передала подрожуючим монахам, що проходили через Константинополь. Майкл Курсканскіс в цілому підтримує версію Васильєва, проте не погоджується у мотиваціях Тамари: Васильєв стверджує, що цариця хотіла утворити буферну державу для захисту Грузії, тоді як Курсканскіс вважає, що вона підтримувала братів у їх спробі відвоювати візантійський престол в Константинополі.
Підсумовуючи вищезазначену інформацію, можна коротко сказати, що, вийшовши з Грузії, та з допомогою тітки Тамари, Олексій та Давид окупували Трапезунд у квітні 1204 року. В цьому ж місяці Олексій проголошується імператором у віці 22 років, і це розглядається пізнішими авторами як момент заснування держави. Олексій правив протягом наступних 18 років до своєї смерті у 1222 році. Трон перейшов до його зятя Андроніка I Гіда.

### Від перших років до громадянських воєн
Дату, коли Олексій Комнін захопив Трапезунд, можна уточнити ще більше. Російський візантиніст Сергій Карпов описує печатку Олексія, яка мала на одній стороні «малюнок стратига в гострокінечному шоломі, якого веде святий Георгій» з підписами Ἀλέξιος ὁ Κομνηνός [Олексій Комнін] та Ὁ Ἅ(γιος) Γεώργιος [Святий Георгій] на іншій стороні. На аверсі зображена сцена Ἡ Ἁγία Ἀνάστασις [Святого Воскресіння] з відповідним підписом. Карпов інтерпретував важливість останнього зображення та підпису як закарбовування найбільш значущого досягнення в житті імператора. Святий Георгій запрошує переможного принца увійти в Трапезунд та відкриває перед ним міські ворота лівою рукою. Важливість святого Георгія була у тому, що Великдень у 1204 році припадав на 25 квітня, тоді як поминальний день святого — 23 квітня. «Тому я наважився припустити, — пише Карпов, — що печатка вказує на дату взяття Трапезунда».
Васильєв вказує, що брати взяли Трапезунд занадто рано, щоб зробити це в якості реакції на захоплення хрестоносцями Константинополя. Олексій та Давид почали свій похід на Трапезунд до того, як новина про падіння Константинополя могла сягнути Трапезунда чи Грузії. Згідно з Васильєвим, тим не менш, їхньої початковим наміром було не захоплення плацдарму, з якого вони могли б відвоювати столицю Візантії, а, швидше, відторгнути частину імперії для створення буферної держави, яка б слугувала захистом Грузії від сельджуків. Курсканскіс, натомість, погоджуючись із Васильєвим в тому, що Тамара мотивувалась помстою за образу, завдану Олексієм III Ангелом, запропонував більш очевидну мотивацію повернення братів на візантійські землі: вони планували очолити повстання, скинути Олексія, та повернути імперський престол до рук династії Комнінів. Менше з тим, незадовго після здобуття контролю над Трапезундом та довколишніми територіями, звістка про падіння Константинополя досягла їх, і брати вступили у боротьбу за відбиття імперської столиці разом із Феодором I Ласкарісом, очільником Нікейської імперії, та Михайлом I Комніном Дукою, володарем Епірського деспотату.
Крім північного узбережжя Малої Азії, до складу імперії. тимчасово входили й інші території, зокрема колишні візантійські володіння в Криму — Херсон (Херсонес Таврійський) та Сугдея (нині м. Судак). За свідченням Ібн ал-Асіра, невдовзі після битви на Калці монголи спустошили Сугдею, а частина її мешканців втекла до Трапезундської імперії. Під час трапезундсько-сельджуцької війни, яка точилася в 1220—30-х рр., сельджуцьке військо на деякий час захопило Сугдею і завдало поразки половцям та неназваному на ім'я руському князю, які прийшли на допомогу сугдейцям.

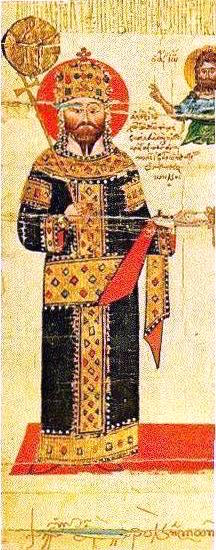
Олексій III із хрісовулом, який він надав монастирю Діонісія на Афоні

Більшу частину XIII століття Трапезунд був у конфлікті з Румським султанатом, пізніше з османами, так само як з Константинополем та італійськими республіками, зокрема Генуєю. Це була імперія, швидше, за титулом, а не де-факто, що виживала, граючи на протиріччях своїх супротивників між собою, імператори видавали своїх дочок, що були відомі своєю красою, за їхніх правителів, задля шлюбів з щедрим приданим. Особливо це використовувалось у стосунках з турецькими правителями з внутрішньої Анатолії. Розповсюджена точка зору, що Трапезундська імперія покладалась на багатство, отримуване за рахунок торгівлі з генуезькими та венеціанськими купцями, щоб забезпечити собі ресурси, необхідні для підтримки незалежності.
Другий син Олексія I, Мануїл I (1238—1263), забезпечив внутрішню стабільність, та здобув репутацію чудового командира. Серед його досягнень є відвоювання Сінопа в 1254 році. Він був першим правителем, який випускав срібні монети, що звались аспр.
Захоплення та розорення Багдада монголами у 1258 році спричинило зміну кінцевого пункту Шовкового шляху, і, завдяки своєму прямому сполученню зі столицею Ільханату Табрізом, Трапезунд акумулював величезні статки під сюзеренітетом монголів. Західні мандрівники використовували Трапезунд як відправну точку для своїх подорожей до Азії, зокрема Марко Поло, котрий повертався з Азії шляхом через Трапезунд. Проблемне правління молодшого сина Мануїла Іоанна I (1280—1297) включало в себе примирення з відновленою Візантійською імперією, та, як наслідок, відмова від претензій на Константинополь. Трапезунд пережив період багатства та впливу під час довгого правління старшого сина Іоанна Олексія II (1297—1330). Протягом його правління місто Ерзурум було під окупацією імперії до 1310-х років.

### Від громадянських воєн до кінця XIVст.
Після смерті Олексія II Трапезунд пережив період постійної зміни влади та вбивств, не дивлячись на короткий період стабільності у період володарювання молодшого сина Василя (1332—1340). Дві великі групи впливу боролись за панування: рід Схоларіїв, котрий був провізантійський, та рід Аміцинтаріїв, котрий відстоював інтереси місцевих архонтів. Роки 1347—1348 були піком цього періоду беззаконня. Турки скористались моментом слабкості імперії, захопивши Уньє та взявши в облогу Трапезунд, тоді як генуезці взяли Керасунт. На додачу, Чорна смерть розповсюдилась із Кафи, спустошуючи Трапезунд та інші понтійські міста. Згинаючись під вагою нещасть, які назбирались в його володіннях, імператор Михайло відрікся від престолу у 1349 році на користь свого племінника, Олексія III, котрий поступово вгамував обидві протиборчі групи.
За правління Олексія III Трапезунд вважався важливим торговим центром і славився великим багатством та мистецькими досягненнями. Саме в цей період розпочалася знаменита трапезундська дипломатична стратегія одруження принцес Великих Комнінів з представниками сусідніх турецьких династій. Однак Ентоні Браєрс заперечував те, що імперія була заможною, стверджуючи, що, хоча доходи від податків, що стягувались з торгівлі, були «за візантійськими мірками» істотними, аж три чверті доходу імператора складав податок із землі, який надходив «або безпосередньо з імператорських маєтків, або опосередковано з податків та десятин з інших земель».

### XV століття. Загибель держави.
Останні роки XIV століття пройшли під знаком посилення турецької загрози. Ця загроза виходила не від маленьких турецьких бейликів, які межували з Трапезундом, а від османів, нової турецької сили, котра пізніше створить Османську імперію. Хоча їх експансія була призупинена Тимуром в битві під Анкарою в 1402 році, до 1430-х років вони відновили свою потужність, завоювавши великі території в Греції, та, насамкінець, 29 травня 1453 року — Константинополь. Мануїл III (1390—1417), другий син та наступник Олексія III, уклав союз із Тимуром, але великий завойовник незабаром покинув Анатолію, а його імперія, яку він же і збудував, почала розпадатись з його смертю. Син Мануїла II Олексій IV (1417—1429) продовжив традицію політичних шлюбів, видавши двох своїх дочок за правителів сусідніх мусульманських держав: Джаханшаха, хана Кара-Коюнлу, та Алі-бека, хана Ак-Коюнлу. Його старша дочка Марія стала третьою дружиною візантійського імператора Іоанна VIII.

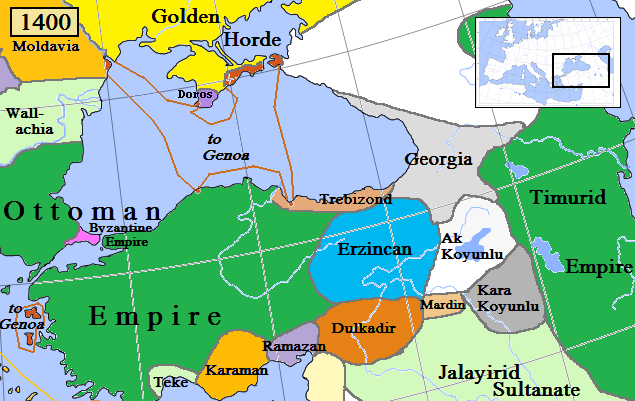
Скорочена територія Трапезундської імперії станом на 1400 рік із сусідніми державами

Старший син Олексія IV, Іоанн IV (1429—1459), розумів, що державу чекає доля Константинополя, проте нічим не міг цьому зарадити. Османський султан Мурад II зробив першу спробу взяти Трапезунд з моря у 1442 році, проте, через шторм на морі, спроба була відбита. Пізніше, у 1456 році, коли наступних Мурада Мехмед II був зайнятий облогою Белграда, губернатор Амасьї атакував Трапезунд, і, не дивлячись на те, що програв, зумів забрати багато полонених та отримати великий викуп. Генуезькі документи мають запис від 1437 року про напад на один з їхніх кораблів в порту Трапезунда з боку військової галери, команда якої виконувала накази імператора Іоанна IV.
Іоанн IV готувався до можливого нападу, вибудовуючи союзи. Він відправив посла, гуманіста Георгія Аміроуціса, на Флорентійський собор в 1439 році, який зміг домовитись проголошення унії Католицької та Православної церков, проте ці зусилля принесли мало користі. Імператор видав свою дочку Феодору (більш відому пізніше як Деспіна-хатун) за Узун Хасана, хана Ак-Коюнлу, в обмін на його обіцянку захищати Трапезунд. Також він здобув обіцянки захисту від турецьких беїв Сінопа та Карамана і від правителів грузинських держав. Через Феодору та дочку Олексія IV (також Феодору), Сефевідська династія Ірану, що успадкувала Ак-Коюнлу, мала часткову понтійську грецьку етнічність з самого початку.
Після смерті Іоанна IV у 1459 році до влади прийшов його брат Давид. Він проводив політику інтриг із західноєвропейськими державами, пропонуючи різні «дикі» схеми, які включали в себе завоювання Єрусалима. Мехмед врешті-решт дізнався про ці інтриги, і, додатково був спровокований до рішучих дій вимогою Давида відмінити данину, накладену на його брата.
Мехмедова відповідь прийшла влітку 1461 року. Він зібрав значну армію в Бурсі і неочікувано рушив на Сіноп, бей якого швидко здався. Тоді султан рушив на південь через східну Анатолію задля нейтралізації Узун Хасана. Ізолювавши Трапезунд, султан швидко переключився на нього, і, ще до того, як про це дізнались місцеві мешканці, взяв його в облогу. Місто вистояло місяць перед тим, як Давид здався 15 серпня 1461 року. З падінням Трапезунда, останнім незалежним залишком Візантії, так само, як і Римської Імперії, від якої і походила Візантія, було відгалуження Трапезунда в Криму, князівство Феодоро. 5 грудня 1475 року воно теж упало під натиском Османів.
Стосовно офіційної релігії Трапезунда, православного християнства, то на відносно невеликій території держави Великих Комнінів було достатньо місця для трьох дієцезій: Трапезундської, котра була єдиною, яка заснована в минулому, а також Керасунської та Різеонської в Лазії, обидві створені як модернізовані єпископати. Всі три утворення пережили османське завоювання та продовжували свою діяльність до XVII ст, коли Керасунська та Різеонська дієцезії були скасовані. Різеонська дієцезія та єпископство Оф були скасовані у зв'язку з ісламізацією лазів та регіону в цілому. Ймовірно, причини ліквідації Керасунської були ті самі.

## Адміністративний устрій

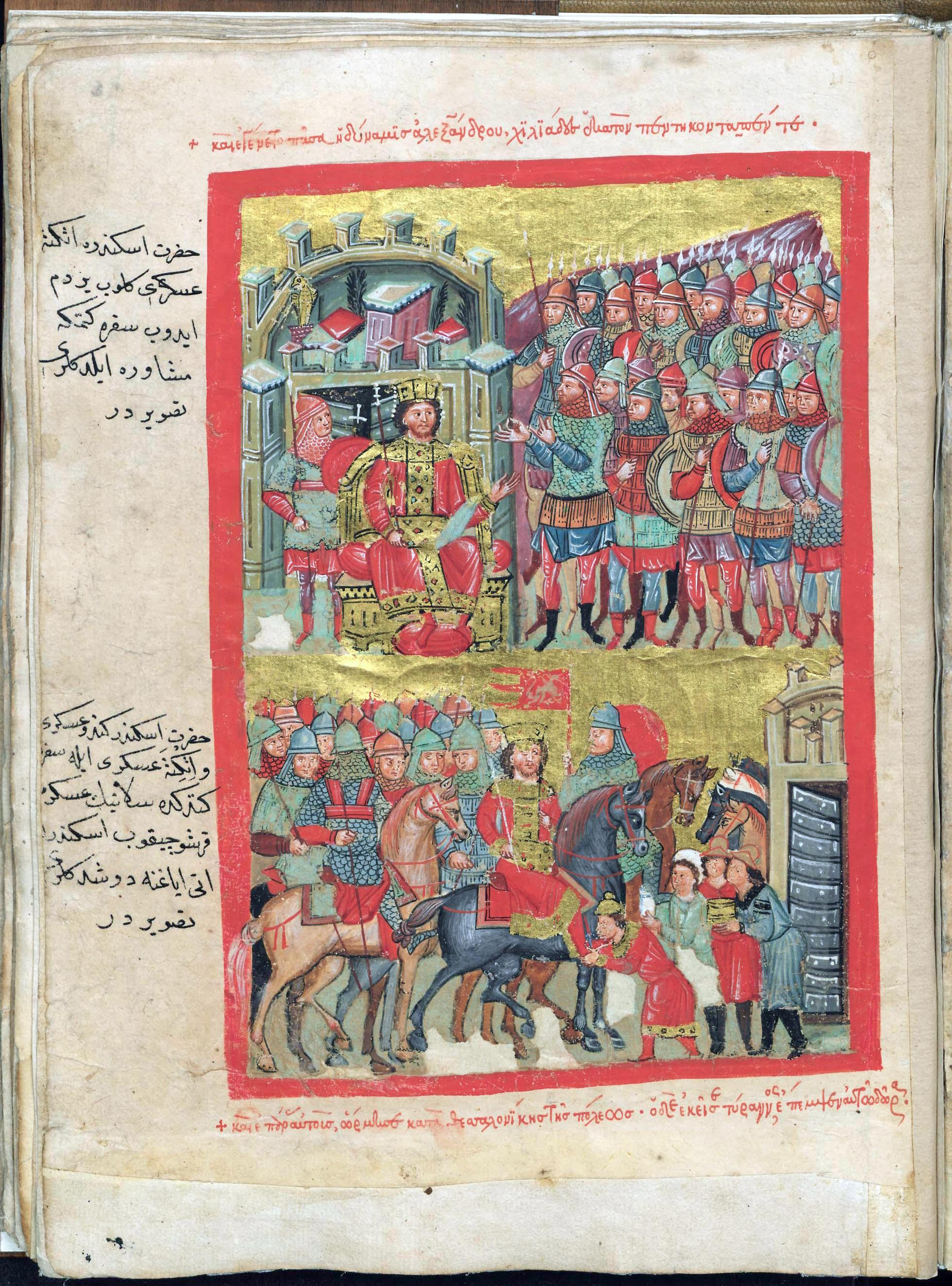
Мініатюрний грецький манускрипт XIV століття, що зображає солдат Трапезундської імперії

Уся територія імперії була розділена на військово-адміністративні одиниці — бандони (грец. βάνδον). В різні періоди число бандонів коливалося. З XIV ст. їх було сім: Трікомі, Трапезунд, Мацука, Палеомацука, Гемора, Сірмій, Різеон. Окремою адміністративною одиницею значилася фема Велика Лазія, єдина фема в структурі імперії. Також було заморське володіння Ператея, котре не мало чіткого місця в адміністративному устрої держави через своє недовге перебування в її складі. Це ж стосується і решти короткострокових територіальних придбань. На чолі бандона стояв кефалі («начальник»), що призначався імператором, або дука — військовик і голова місцевої адміністрації.

## Армія
Головною військовою силою імперії були регулярні війська, зазвичай наймані. Їх ядром були гвардійські підрозділи, перш за все палацова Василіка Аллагі. До складу імператорського війська входили як кінні, так і піші підрозділи.
Деякі підрозділи трапезундської армії, в першу чергу ті, що таборилися в столиці, мали «східні» назви — амірджандари, хурджіріоти, що, вказує на те, що набиралися вони зі «східних», як правило тюркських найманців.
Власні військові формування мали аристократичні роди, зокрема, Кавазіти, яким належали і деякі фортеці на південному кордоні імперії. наявність власною потужною військовою силою та опора на добре зміцнені родові замки робила деякі знатні родини імперії доволі впливовими в палацових інтригах. До складу сухопутних підрозділів входили також спеціальні загони зі знаряддями для облоги міст та вогнепальною зброєю.
Імператори тримали військовий флот і протягом всієї історії Трапезундської імперії були в змозі утримувати хоча б невеликий контингент військових кораблів.

## Економіка
Трапезундська імперія займала вигідне географічне становище на магістральних шляхах торгівлі Західної Європи з країнами Сходу, була однією з найбільш густонаселених областей візантійського світу.
Економіка Трапезундської імперії ґрунтувалася на виноградарстві, хліборобстві і посередницькій торгівлі з Північним Причорномор'ям, Кавказом, Месопотамією, Середнім Сходом. Феодали мали значну самостійність: сеньйори вершили суд над залежними селянами (перуками), користувалися правом «мертвої руки», набирали зі своїх людей дружини.

## Імператори
- Олексій I (1204—1222)
- Андронік I (1222—1235)
- Іоанн I (1235—1238)
- Мануїл I (1238—1263)
- Андронік II (1263—1266)
- Георгій I (1266—1280)
- Іоанн II (1280—1284) — перше правління
- Теодора I (1284—1285)
- Іоанн II (1285—1297) — друге правління
- Олексій II (1297—1330)
- Андронік III (1330—1332)
- Мануїл II (1332)
- Василь I (1332—1340)
- Ірина I (1340—1341)
- Ганна I (1341—1342)
- Іоанн III (1342—1344)
- Михайло I (1344—1349)
- Олексій III (1349—1390)
- Мануїл III (1390—1417)
- Олексій IV (1417—1429)
- Іоанн IV (1429—1459)
- Давид I (1459—1461)

## У популярній культурі
Трапезундська імперія у Західній Європі здобула репутацію, як така, що «збагатилася завдяки торгівлі з Персією та Сходом, що проходила її столицею», згідно зі Стівеном Рансіменом, «і срібними копальнями в горах за містом, і славною красою своїх принцес». Дональд Нікол повторює твердження Рансімена: «Більшість імператорів були обдаровані потомством у вигляді гідних одруження дочок, а краса дам Трапезунду була такою ж легендарною, як і багатство їхнього приданого.» Багатство та екзотичне розташування забезпечили довготривалу славу державі. Сервантес описував Дон Кіхота як такого, що «уявляв себе коронованим щонайменше як імператором Трапезунду за доблесть своєї руки». Рабле описував свого персонажа Пікрохоля, який заявляв: «Я також хочу бути імператором Трапезунду». Інші алюзії та роботи, що стосуються Трапезунду, продовжують виникати до XX століття.
В італійській мові існує фразеологізм «втратити Трапезунд» (perdere la Trebisonda), що значить «бути збитим з пантелику». Трапезунд був портом, доступним для всіх чорноморських маршрутів, і вважався безпечним укриттям в разі штормів.